# زیردریایی یو-۱۹۴
زیردریایی یو-۱۹۴ (به انگلیسی: German submarine U-194) یک زیردریایی بود که طول آن ۷۶٫۷۶ متر (۲۵۱٫۸ فوت) و ارتفاع آن ۹٫۶ متر (۳۱ فوت ۶ اینچ) بود. این زیردریایی در سال ۱۹۴۲ ساخته شد.